# Claude Goubet
Claude Désiré Goubet, född 1837 i Lyon, död 1903 i Paris, var en fransk uppfinnare.
Goubet konstruerade två undervattensbåtar som kallades Goubet I, den första eldrivna ubåten,  och Goubet II. År 1885 erhöll han patent på sin första ubåtstyp, 1886-1887 byggdes Goubet I vars skrov göts av brons i ett stycke. År 1895 byggdes Goubet II, även denna gång i brons, men i tre delar. Utmärkande för båda var de små måtten, Gourbet I var 5 meter lång och 1,8 meter hög med ett deplacement på 1,8 ton, Gourbet II var 8 meter lång och 1,8 meter hög med ett deplacement på 6,7 ton. De var huvudsakligen avsedda för hamnförsvar eller att medföras på större fartyg. Båda testades av franska marinen, men blev inte antagna.